# Canterbury (banda)
Canterbury es un grupo musical inglés de rock formado el 2005 en Basingstoke, Sudoeste de Inglaterra. Está integrado por Mike Sparks y Luke Prebble como vocalistas siendo el primero guitarrista y el segundo bajista, James Pipe en la guitarra y Chris Velissarides en la batería.

## Historia

### Formación
Canterbury se formó en 2005 por Ben Bishop, James Pipe y Luke Prebble, los cuales fueron compañeros de facultad. Más tarde se uniría Mike Sparks tras abandonar su antigua banda de la politécnica. Tras varios años de formación musical y de composición grabaron su primer álbum a finales de 2009. Al finalizar los estudios empezaron a viajar por lo largo y ancho del Reino Unido (aparte de crear páginas en Facebook y MySpace entre otras redes sociales) para darse a conocer.
Sus inicios fueron como teloneros de otros grupos como The Automatic, Enter Shikari, Twin Atlantic y We Are the Ocean.

### "Thank You" y "Calm Down"
En mayo de 2009 lanzaron el videoclip de su primer sencillo: Eleven, Twelve y cuatro meses después contarían con la colaboración de Billy Talent.
El 23 de noviembre del mismo año publicaron su álbum de debut: Thank You, grabado con anterioridad en 2007 entre los meses de noviembre y diciembre ya que según sus palabras "querían consolidarse antes de publicar su trabajo". El grupo decidió dar la posibilidad a sus admiradores de que pudieran descargar el álbum vía digital de manera gratuita con la idea de promocionarse. Prebble declaró: "no estoy seguro de que la gente pague por el álbum o sencillo de una banda con poca repercusión". A los tres días consiguieron más de 3.000 descargas.
En febrero de 2010 iniciaron una gira con The Hot Melts y This City. A finales de mes grabaron el sencillo: Gloria.
En 2011 realizaron otra gira, aunque más breve que la anterior por motivos de agenda puesto que estaban trabajando en su segundo álbum y en su primer EP Calm Down con tres pistas: Calm Down, Trainers y Your Face is in HD (las dos primeras fueron grabadas durante la elaboración del primer álbum). Posteriormente grabarían More Than Know, Routine y Lost in the Basement.

### Heavy In The Day
El 16 de enero de 2012 publicaron su sencillo: Ready Yet.
El 25 de abril del mismo año la banda anunció el título y fecha del que sería su segundo álbum: Heavy In The Day para el 19 de julio y que al igual que el anterior estaría disponible en descargas digitales. Dicho álbum fue grabado en Devon bajo la producción de Peter Miles con la discográfica Sweet Lime Records.

### Dark Days
El 13 de enero de 2014 lanzaron su tercer trabajo: Dark Days. Antes realizaron un concierto en acústico en Banquet Records y en The Hospital Club. Una semana después se harían con el primer puesto del chart británico.

## Miembros
| Actuales - Luke Prebble – vocalista, guitarra bajo (2005-presente) - Mike Sparks – vocalista, guitarra (2005-presente) - James Pipe – guitarra (2005-presente) - Chris Velissarides – batería, percusionista (2013-presente) | Anteriores - Ben Bishop – guitarra bajo(2005–2010) - Scott Peters – batería (2007-2013) |

## Discografía

### Álbumes
- Thank You (23 de noviembre de 2009)
- Heavy In The Day (9 de julio de 2012)
- Dark Days (14 de enero de 2014)

### Singles
- "Eleven, Twelve" (18 de mayo de 2009)
- "Set You Right" (2 de julio de 2009)
- "Eleven, Twelve / Friends? We're More Like A Gang" (25 de octubre de 2009)
- "Gloria" (26 de febrero de 2010)
- "Calm Down" (25 de octubre de 2010)
- "More Than Know" (31 de octubre de 2011)
- "Ready Yet?" (16 de enero de 2012)
- "Ready Yet? (remixes mediante descargas)" (19 de mayo de 2012)
- "Saviour" (25 de junio de 2012)
- "Something Better" (13 de septiembre de 2012)
- "You Are The One" (8 de abril de 2013)

### EP
- "Calm Down" (25 de octubre de 2010)
- "More Than Know" (31 de octubre de 2011)
- "Saviour" (25 de junio de 2012)
- "Satellite" (2013)